# Daniel David Palmer

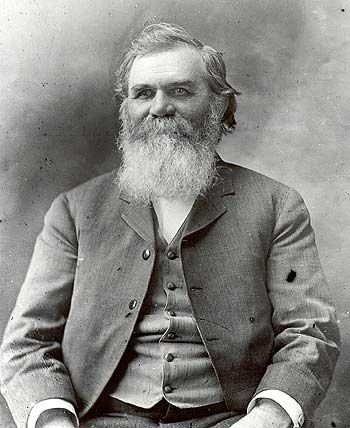
Daniel David Palmer

Daniel David Palmer (Pickering (Ontario) (Canada), 7 maart 1845 – Los Angeles (Californië), 20 oktober 1913) was een Canadees-Amerikaans grondlegger van de chiropraxie. Zonder relevante opleiding maar met interesse in de alternatieve geneeswijzen van die tijd zoals osteopathie, healing en spiritualiteit praktiseerde hij rond 1880 in Iowa magnetische healing. In die tijd ontstond zijn stelling dat met het herstellen van een slecht uitgelijnde wervelkolom veel zo niet alle klachten te genezen zouden zijn. Hij richtte de Palmer school of chiropractic op in 1897. In 1906 werd hij veroordeeld vanwege het onbevoegd uitoefenen van de geneeskunde. De bekende Amerikaanse journalist H.L. Mencken beschreef hem in 1924 als een kwakzalver die voortborduurde op het werk van een eerdere kwakzalver, Andrew Still.